# ماساني تسوكاياما
ماساني تسوكاياما (津嘉山正種 تسوكاياما ماساني) هو ممثل ياباني ولد في 6 فبراير 1944 في ناها, أوكيناوا.

## أدواره في السينما اليابانية
- غيغيغي نو كيتارو: لعنة الألفية - إنما دايؤو (صوت)

## أدواره في الدراما اليابانية
- النصر للعدالة - كينجيرو تاكاوكا
- مطر منتصف الليل - أكيرا أوغاساوارا

## أدواره في الأنمي

### مسلسلات أنمي تلفزيونية
- ماجيك كايتو 1412 - هاري نيزو
- فيت/زيرو - زوكين ماتو
- خيميائي الفولاذ - كارل هاوسهوفر
- أسطورة الماجونغ أكاغي - إيواو واشيزو
- المنافس الشرس كايجي - كازوتاكا هيودو
- المدير الأوسط تونيغاوا - كازوتاكا هيودو
- بيرسونا 5 ذي أنيميشن - إيغور
- ون بيس - غولد روجر (الصوت الثاني)

### أنمي الإنترنت
- منظمة الباكوماتسو إيروهانيهوهيتو - الراوي
- نينجا سلاير فروم أنيميشن - لاوموتو خان

### أوفا أنمي
- ساكورا تايسن: لو نوفو باريس - الكونت تورنيل
- ديفلمان: الولادة - ريجيرو فوا

### أفلام أنمي
- سينت سيا: محاربو الحرب الأخيرة - لوسيفر
- ممثلة الألفية - ذو الندبة
- فيلم خيميائي الفولاذ: محتل شامبالا - كارل هاوسهوفر
- سلسلة أفلام فيت/ستاي نايت Heaven's Feel
  - فيت/ستاي نايت Heaven's Feel: الفصل الأول: presage flower - زوكين ماتو
  - فيت/ستاي نايت Heaven's Feel: الفصل الثاني: lost butterfly - زوكين ماتو
- ون بيس ستامبيد - غولد روجر

## أدواره في ألعاب الفيديو
- بيرسونا 5 - إيغور
- بيرسونا 5 رويال - إيغور
- ياكوزا 6 - هيوزو إيواومي

## أدواره في الدبلجة اليابانية
- حرب النجوم الجزء الأول: تهديد الشبح - كوي غون جين
- كوكب الكنز المفقود - الراوي
- بوكاهونتاس - الزعيم بواتان

## وصلات خارجية
- ماساني تسوكاياما على موقع IMDb (الإنجليزية)
- ماساني تسوكاياما على موقع ألو سيني (الفرنسية)
- ماساني تسوكاياما على موقع قاعدة بيانات الفيلم (الإنجليزية)
- ماساني تسوكاياما على موقع كينوبويسك (الروسية)
- ماساني تسوكاياما على موقع ANN person (الإنجليزية)

- صفحة IMDb